# Karschia rhinoceros
Espèce
Karschia rhinoceros est une espèce de solifuges de la famille des Karschiidae.

## Distribution
Cette espèce se rencontre au Tadjikistan et en Chine au Xinjiang.

## Description
Les mâles mesurent de 17 à 18 mm.

## Publication originale
- Birula, 1922 : Revisio analytica specierum asiaticarum generis Karschia Walter (Arachnoidea Solifugae). Annuaire du Musée Zoologique de l'Académie Impériale des Sciences de St.-Pétersbourg (Petrograd), vol. 23, p. 197-201 (texte intégral).